# Hovlössjön
Hovlössjön är en sjö i Luleå kommun i Norrbotten och ingår i Vitåns huvudavrinningsområde. Sjön har en area på 10,5 kvadratkilometer och ligger 139 meter över havet. Sjön avvattnas av vattendraget Kvarnån.

## Delavrinningsområde
Hovlössjön ingår i det delavrinningsområde (735163-179257) som SMHI kallar för Utloppet av Hovlössjön. Medelhöjden är 158 meter över havet och ytan är 47,49 kvadratkilometer. Det finns inga avrinningsområden uppströms utan avrinningsområdet är högsta punkten. Kvarnån som avvattnar avrinningsområdet har biflödesordning 2, vilket innebär att vattnet flödar genom totalt 2 vattendrag innan det når havet efter 41 kilometer. Avrinningsområdet består mestadels av skog (50 procent) och sankmarker (21 procent). Avrinningsområdet har 10,84 kvadratkilometer vattenytor vilket ger det en sjöprocent på 22,8 procent.